# Naxa textilis
Naxa textilis là một loài bướm đêm trong họ Geometridae.

## Hình ảnh

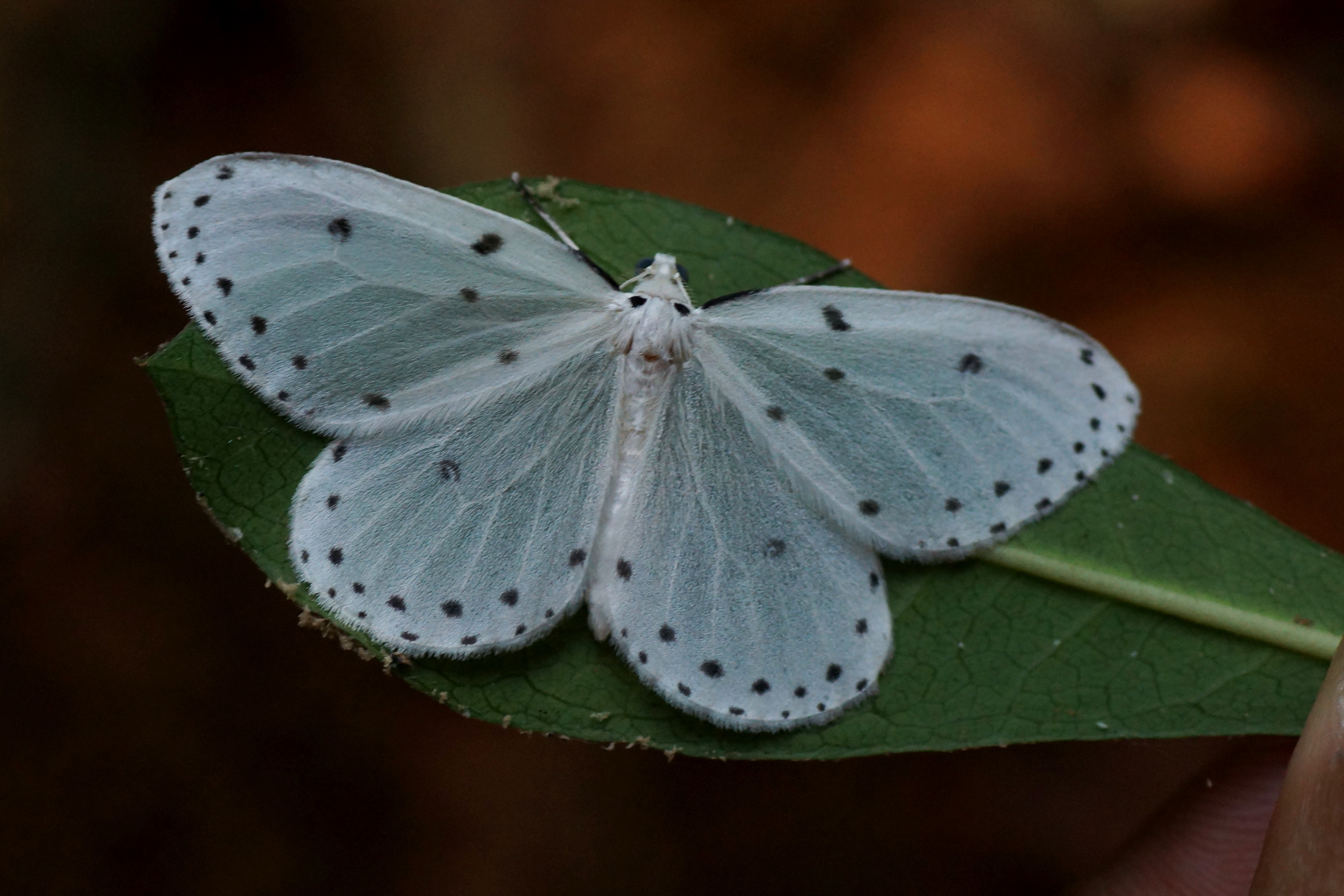